# Weier (Kürten)
Weier ist ein Wohnplatz in der Gemeinde Kürten im Rheinisch-Bergischen Kreis.

## Lage und Beschreibung
Der Ort liegt zwischen Oberselbach und Hungenbach. Er bildet mit Oberselbach einen geschlossenen Siedlungsbereich.

## Geschichte
Die Topographia Ducatus Montani des Erich Philipp Ploennies aus dem Jahre 1715, Blatt Amt Steinbach, belegt, dass der Ort bereits 1715 als Ort mit einem Hof bestand und als Weyer bezeichnet wurde. Aus der Charte des Herzogthums Berg 1789 von Carl Friedrich von Wiebeking geht hervor, dass Weier zu dieser Zeit Teil der Honschaft Breibach im Kirchspiel Kürten im Landgericht Kürten war. Er benennt den Ort als Weyer.
Unter der französischen Verwaltung zwischen 1806 und 1813 wurde das Amt Steinbach aufgelöst und Weier wurde politisch der Mairie Kürten im Kanton Wipperfürth  im Arrondissement Elberfeld zugeordnet. 1816 wandelten die Preußen die Mairie zur Bürgermeisterei Kürten im Kreis Wipperfürth.
Weier gehörte zu dieser Zeit zur Gemeinde Kürten.
Der Ort ist auf der Topographischen Aufnahme der Rheinlande von 1824 als Weiher und auf der Preußischen Uraufnahme von 1840 als Weyer verzeichnet.
Ab der Preußischen Neuaufnahme von 1892 ist er auf Messtischblättern regelmäßig als Weier verzeichnet.
1822 lebten 29 Menschen im als Hof kategorisierten und Weier bezeichneten Ort.
Im 19. Jahrhundert gehörte ein Teil von Weier zur Gemeinde Olpe, ein weiterer Teil zu Kürten.

### Weier (Olpe)
Dieser Teil gehörte zwar zur Gemeinde Olpe, konfessionell jedoch zum katholischen Kirchspiel Kürten.
1830 hatte der Ort 29 Einwohner und wurde mit Weyer bezeichnet.
Die Gemeinde- und Gutbezirksstatistik der Rheinprovinz führt Weier 1871 mit drei Wohnhäusern und 15 Einwohnern auf.
Im Gemeindelexikon für die Provinz Rheinland von 1888 werden vier Wohnhäuser mit 15 Einwohnern angegeben.
1895 hatte der Ort drei Wohnhäuser und 14 Einwohner.
1905 besaß der Ort zwei Wohnhäuser und 15 Einwohner und gehörte konfessionell zum katholischen Kirchspiel Kürten.

### Weier (Kürten)
1830 hatte der Ort 14 Einwohner und wurde mit Weyer bezeichnet. 
Der 1845 laut der Uebersicht des Regierungs-Bezirks Cöln als Hof und isoliertes Haus kategorisierte Ort besaß zu dieser Zeit drei und ein Wohnhäuser. Zu dieser Zeit lebten 30 und 12 Einwohner im Weyer genannten Ort, davon alle katholischen Bekenntnisses.
Die Gemeinde- und Gutbezirksstatistik der Rheinprovinz führt Weier 1871 mit zwei Wohnhäusern und zwölf Einwohnern auf.
Im Gemeindelexikon für die Provinz Rheinland von 1888 werden ein Wohnhaus mit sechs Einwohnern angegeben.
1895 hatte der Ort zwei Wohnhäuser und zwölf Einwohner.
1905 besaß der Ort drei Wohnhäuser und 16 Einwohner und gehörte konfessionell zum katholischen Kirchspiel Kürten.

### 20. Jahrhundert
1927 wurden die Bürgermeisterei Kürten in das Amt Kürten überführt. In der Weimarer Republik wurden 1929 die Ämter Kürten mit den Gemeinden Kürten und Bechen und Olpe mit den Gemeinden Olpe und Wipperfeld zum Amt Kürten zusammengelegt. Der Kreis Wipperfürth ging am 1. Oktober 1932 in den Rheinisch-Bergischen Kreis mit Sitz in Bergisch Gladbach auf.
1975 entstand aufgrund des Köln-Gesetzes die heutige Gemeinde Kürten, zu der neben den Ämtern Kürten, Bechen und Olpe ein Teilgebiet der Stadt Bensberg mit Dürscheid und den umliegenden Gebieten kam.

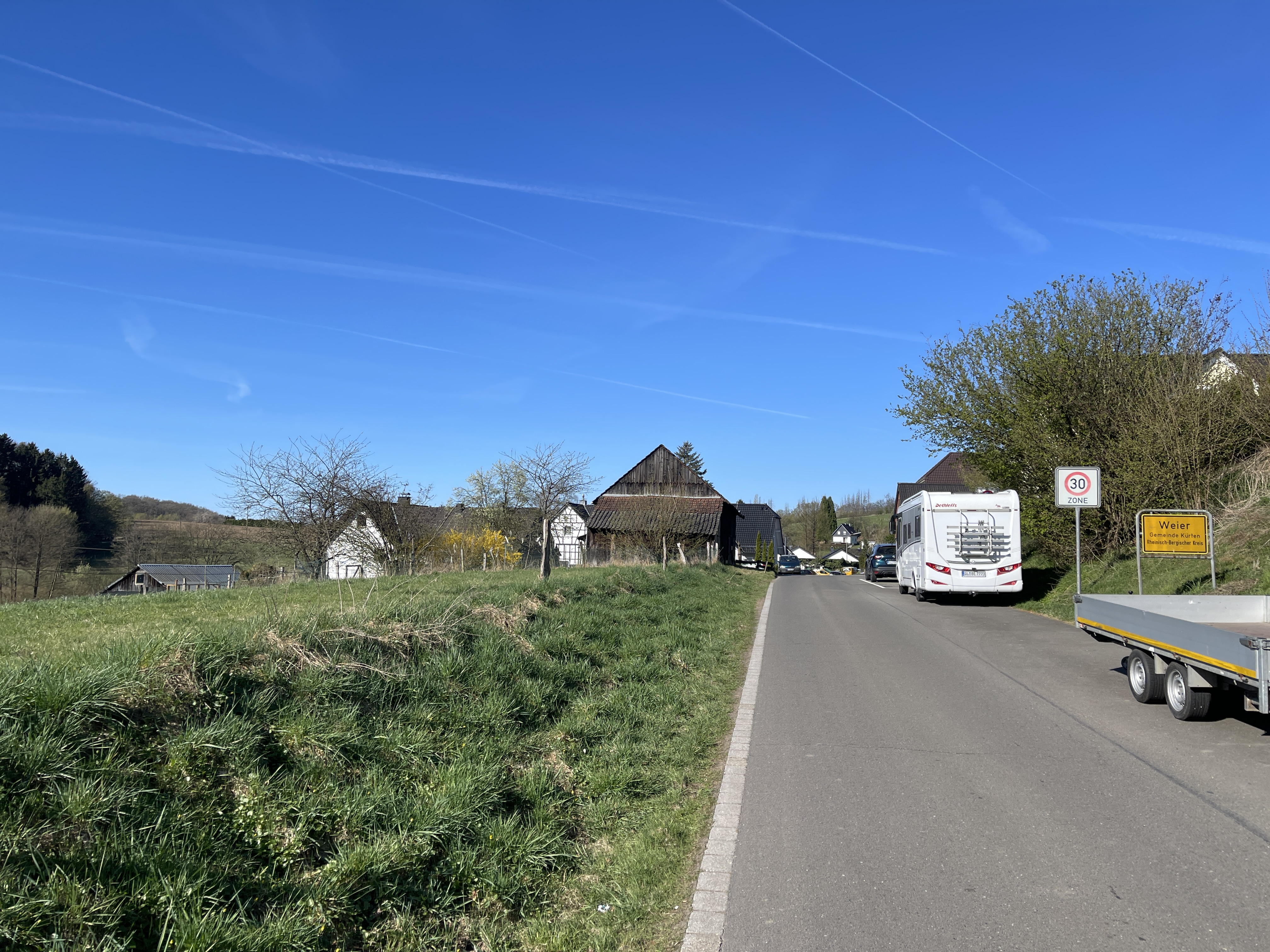
Ortsausgang nach Selbach
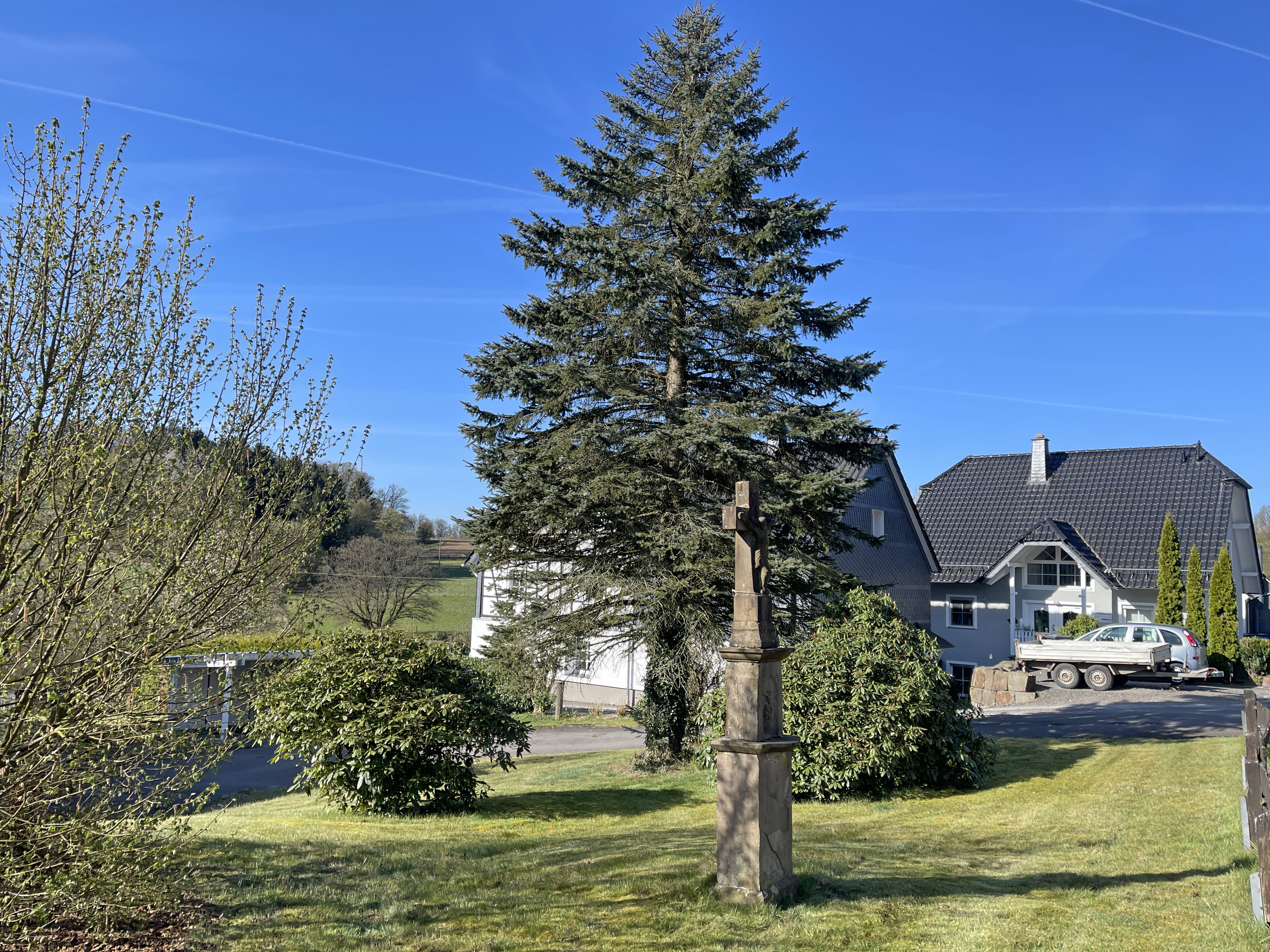
Baudenkmal Wegekreuz Weier
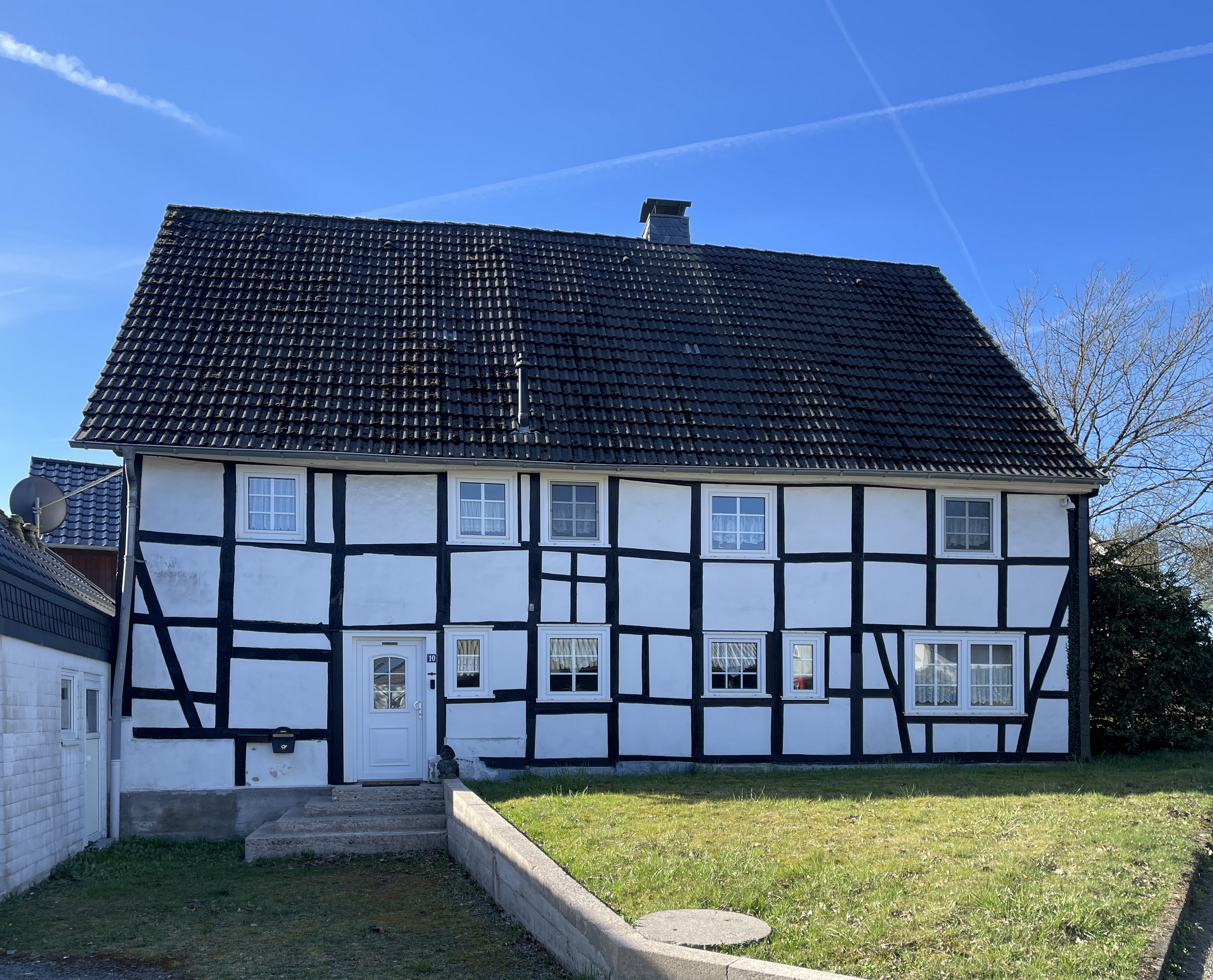
Weier 8/10
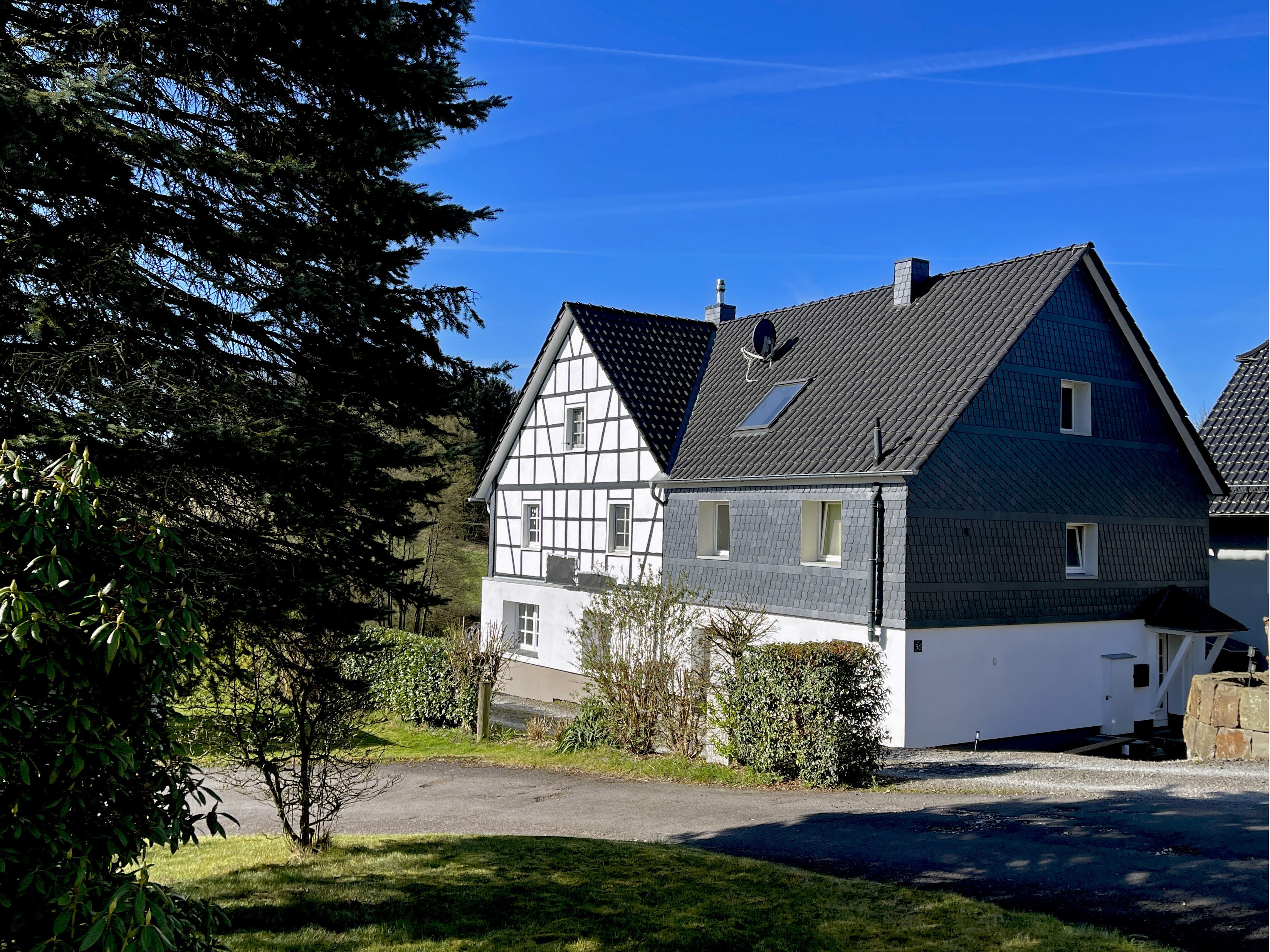
Fachwerkhaus Weier 40/42
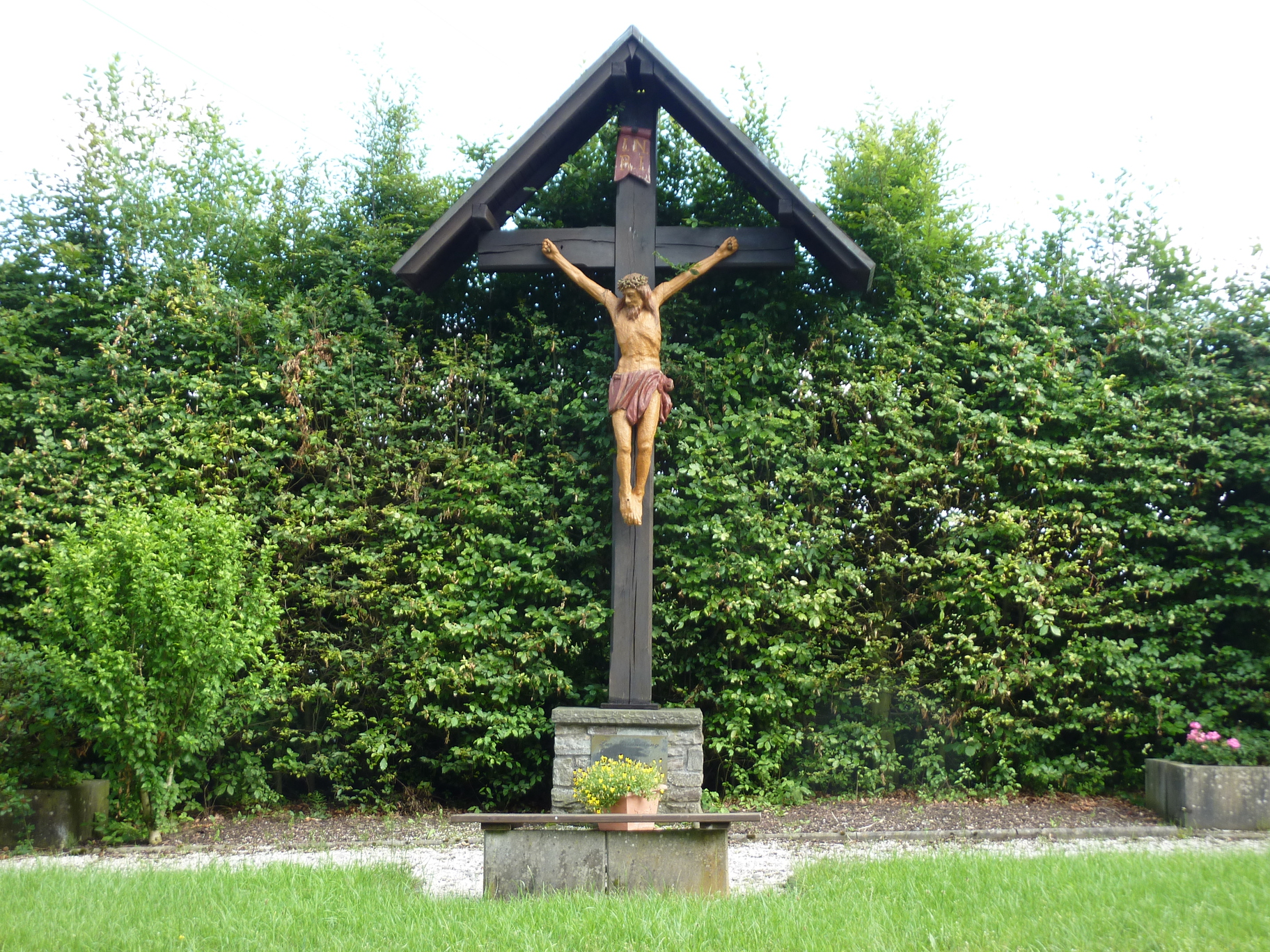
Holz-Wegekreuz am südwestl. Ortsausgang nach Hungenbach